# Andrei Mercea
Andrei Mercea (n. martie 1925, Arad, România – d. 24 ianuarie 2002) a fost un fotbalist român. A fost de patru ori campion al României cu UTA Arad.

## Palmares
- De patru ori câștigător al Diviziei A (1946-1947, 1947-1948, 1950, 1954)
- Câștigător al Cupei României (1953)